# 芬讷兰
芬讷兰是德国萨克森-安哈尔特州的一个市镇。总面积29.43平方公里，总人口1152人，其中男性584人，女性568人（2011年12月31日），人口密度39人/平方公里。